# Publio Cornelio Silla
Publio Cornelio Silla (... – 45 a.C.) è stato un politico e generale romano dell'ultimo periodo della Repubblica.

## Biografia
Era il nipote (ma vi sono controversie sul suo grado di parentela) di Lucio Cornelio Silla; alcune fonti dicono che il fratello maggiore del dittatore sia stato adottato dalla nascita nella famiglia equestre di Sesto Peruviano, dunque il giovane Publio  ebbe contatti con lo zio sino a quando , più tardi, fu consul designatus nel 66 a.C. (per entrare in carica nel 65 a.C.) assieme a Publio Autronio, ma furono scoperti brogli elettorali a loro carico e immediatamente furono spogliati della carica. Presto fu implicato nella congiura di Catilina assieme al collega, ma non fu imputato, dato che Marco Tullio Cicerone, nel Pro Sulla e Quinto Ortensio Ortalo assunsero la sua difesa.
È forse più noto per aver comandato l'ala destra dell'esercito di Giulio Cesare durante la battaglia di Farsalo del 48 a.C.
Sposò Pompea, sorella di Pompeo Magno. 